# Mbombela
Mbombela, connue également sous le nom de Nelspruit (son toponyme officiel de 1892 à 2014 mais toujours  d'usage), est une ville d'Afrique du Sud, située à 330 km de Johannesburg, dans la province du Mpumalanga dont elle est le chef lieu.
Historiquement, Nelspruit fut la brève et dernière capitale de la république sud-africaine (Transvaal) en 1900 lors de la seconde guerre des Boers.

## Étymologie
Nelspruit signifie littéralement « le ruisseau de Nel » en langue afrikaans tandis que Mbombela signifie littéralement « beaucoup de gens dans un petit espace » en langue swati.

## Toponymie
Nelspruit a été fondée en 1892/1895 et doit son nom aux frères Gert, Louis et Andries Nel, les propriétaires de la ferme où la localité est située.
En 2009, le nom de la ville de Nelspruit est officiellement changé pour prendre celui de Mbombela mais la mesure publiée dans le journal officiel sud-africain n'est appliqué qu'après la fin des recours judiciaires diligentés. En 2014, au terme d'un jugement rendu par la Haute cour de Pretoria,, le changement de nom de baptême de Nelspruit est validé même si ce  toponyme reste usuellement largement utilisé pour désigner la ville, et la distinguer de la municipalité (plus large) de Mbombela dont elle est le siège.

## Géographie et transports

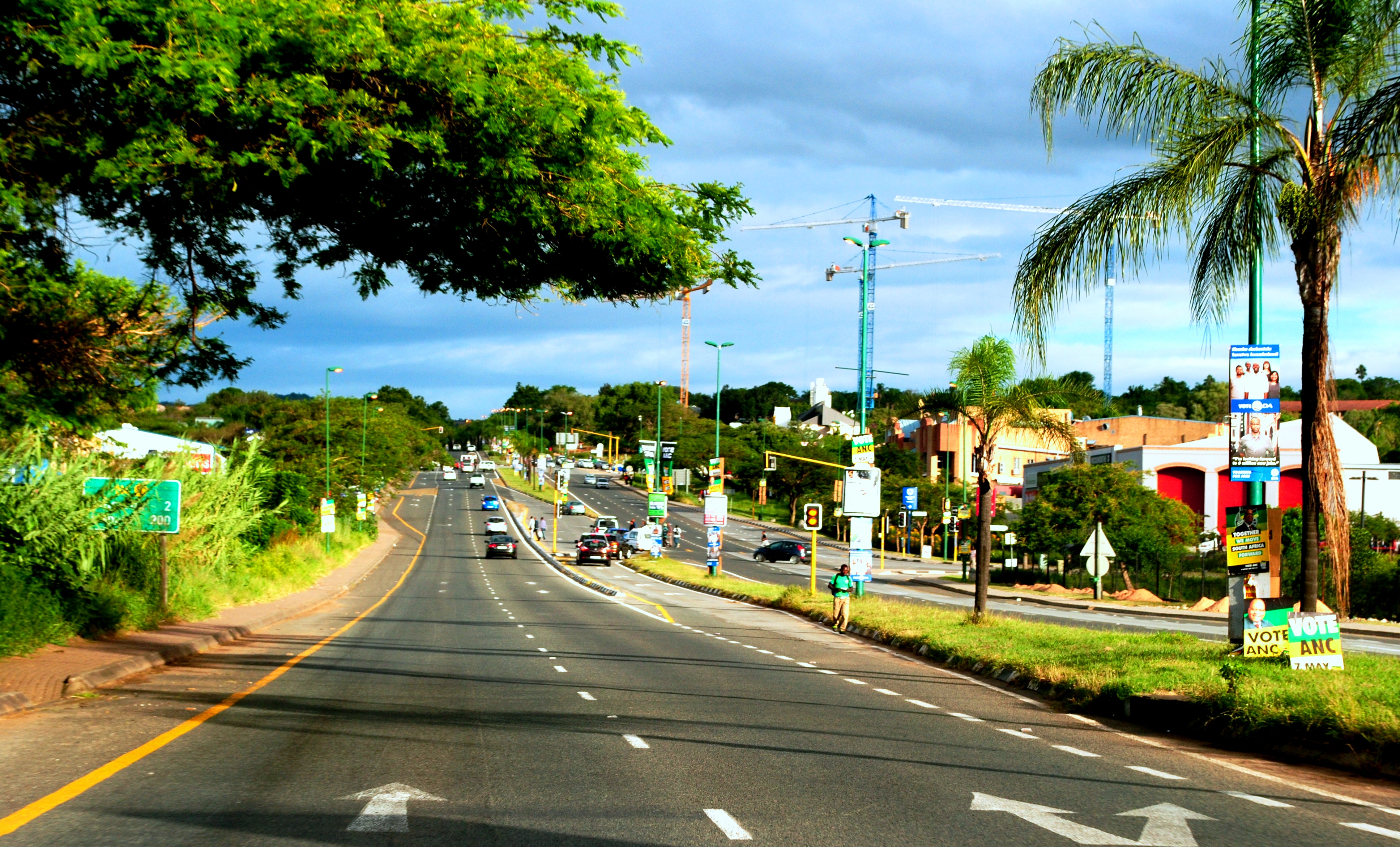
Nelspruit (entrée de ville par la N4)

Située à 619 m d'altitude sur le plateau du Lowveld dans la vallée de la rivière Crocodile (en afrikaans : Krokodil, en swati : Umgwenya), la ville est accessible par la route nationale N4 et les routes R104 et la R40.
Nelspruit/Mbombela est également desservie par deux aéroports depuis 2001 : le plus récent situé au nord-est, l'Aéroport du Kruger Mpumalanga, exploite quelques liaisons  internationales (principalement régionales à l'Afrique australe) et le plus ancien, l'aérodrome de Nelspruit, géré par la municipalité, à vocation locale et tourné vers les avions légers et le transport privé.

## Historique

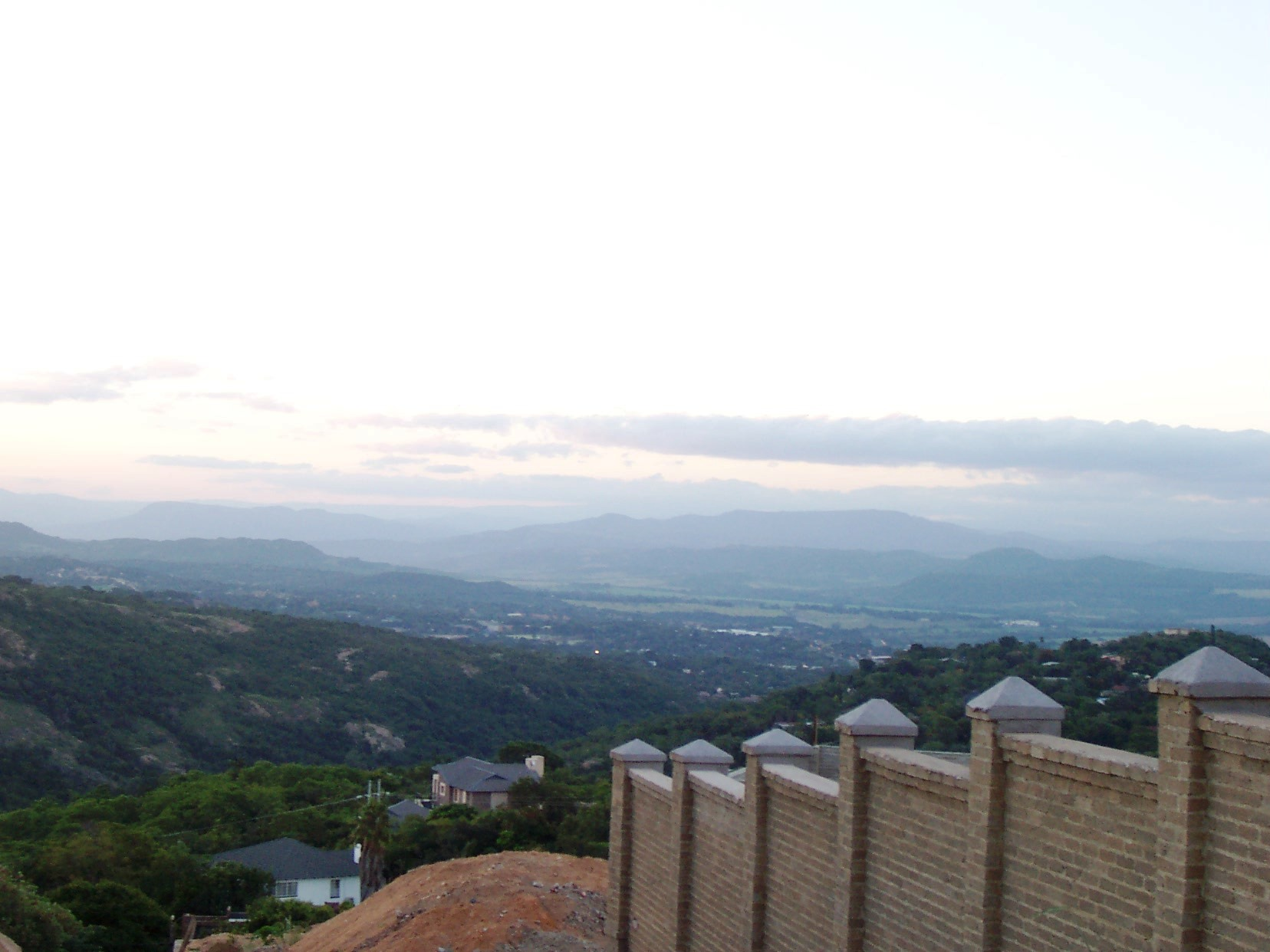
Une vue panoramique du sommet des collines de Nelspruit.

L'art rupestre San et des traces archéologiques datant de l'âge du fer indiquent que la région de Mbombela a une longue histoire d'habitation humaine. Les travaux de construction du Parlement de la province du Mpumalanga ont révélé les restes d'une communauté agricole, de fosses de stockage, de sites funéraires et des poteries datant du 6e au 17e siècle. La présence d'ossements de bovins sur le site de Riverside est considérée comme une preuve que les premières pratiques nguni du lobola sont originaires de l'est de l'Afrique du Sud.
La région du Lowveld a été longtemps inexplorée et peu peuplée en raison du paludisme et du Nagana qui affectaient hommes et bétails. Les principaux habitants de la région étaient issus des peuples swazis et pedis avant que des voortrekkers (Hendrik Potgieter, Louis Trichardt) et des Boers ne commencent à traverser la région sans vraiment s'y sédentariser, du moins jusqu'à la découverte de gisements aurifères dans le secteur de Pilgrim's Rest et de Barberton.
Les frères Nels, qui connaissaient la région depuis les années 1880 y établissent leur ferme en 1884 dans l'espoir surtout d'y trouver de l'or et font reconnaitre leur titre foncier par le gouvernement sud-africain. Durant cette période, le gouvernement du Transvaal impose en effet son autorité sur la région et envoie des géomètres pour cadastrer le secteur. Il installe aussi un régent pour diriger les Pedi, provoquant des divisions en leur sein entre ceux acceptant ce régent et ceux qui le rejettent en faveur de Sekhukhune II.
En 1892, une gare est construite sur la ferme des frères Nels afin de servir de station ferroviaire pour la ligne de chemin de fer construite par la NZASM (Netherlands–South African Railway Company)et menant de Pretoria à Lourenço-Marquès. Elle prend alors le nom de Nelspruit. Un service télégraphique y est aussi établi.
En 1895, une localité éponyme se développe autour de cette gare.
En 1900, le président Paul Kruger fait de la localité de Nelspruit la dernière capitale de la république sud-africaine du Transvaal, après la chute de Pretoria lors de la seconde guerre des Boers.
En 1905, le village de Nelspruit est officiellement proclamé. En 1940, Nelspruit reçoit le statut de municipalité lui permettant de disposer de son propre conseil municipal.
Avec le développement du chemin de fer à partir de 1902, Nelspruit devient un grand centre économique et un carrefour touristique sur la route du Mozambique et aux abords du parc national Kruger.
En mai 2005, le comité des noms géographiques du Mpumalanga a rejeté la proposition faite par la municipalité de rebaptiser la ville au nom d'« Emlegeni » pour motif d'absence de consultation publique des habitants de la ville.

## Population
Selon le recensement de 2011, la ville de Nelspruit/Mbombela compte 58 672 habitants (49,30 % de Blancs, 41,09 % de Noirs), majoritairement de langue afrikaans, anglaise et siSwati. Lors du recensement de 1991, la ville ne comptait officiellement que 21 000 habitants, des blancs alors que les habitants des townships n'étant pas décomptés, les noirs ne pouvant habiter la ville et vivaient dans les townships ou les bantoustans autonomes proches de Nelspruit.
La ville et l'agglomération de Nelspruit font partie avec les villes de White River et de Hazyview de la municipalité locale de Mbombela (Mbombela local Municipality) au sein du district municipal de Ehlanzeni. Lors du recensement de 2011, Mbombela comptait 588 794 habitants (89,40 % de Noirs, 8,74 % des Blancs) très majoritairement de langue swati (78,9 %).
La municipalité est gérée par le Congrès national africain (ANC).

## Économie
La région de Mbombela produit de nombreux fruits et légumes dont un tiers de la production nationale d'orange. L'autre secteur principal de la ville après l'agriculture est le travail des mines.

## Climat
Le climat de la région de Nelspruit est subtropical. Les températures moyennes sont de 23 °C l'hiver et 29 °C l'été.

## Tourisme
Desservie par des lignes de bus régulières, Nelspruit/Mbombela est une ville-étape à la position géographique stratégique entre le Gauteng, le parc national Kruger, le Blyde River Canyon, le village musée de Barberton ou encore le Mozambique et le Swaziland. En soi, elle ne présente guère d'intérêt architectural ou touristique, hormis son jardin botanique et ses avenues bordées de jacarandas.

## Odonymie
La municipalité de Mbombela a fait rebaptiser depuis 2006 plusieurs artères de Nelspruit et des localités entrant sous sa juridiction administrative :
| Ancien nom             | Nouveaux noms depuis 2006 |
| ---------------------- | ------------------------- |
| John Vorster Drive     | Enos Mabuza Drive         |
| Louis Trichardt Street | Samora Machel Drive       |
| Gen Dan Pienaar Road   | Madiba Drive              |

## Sport

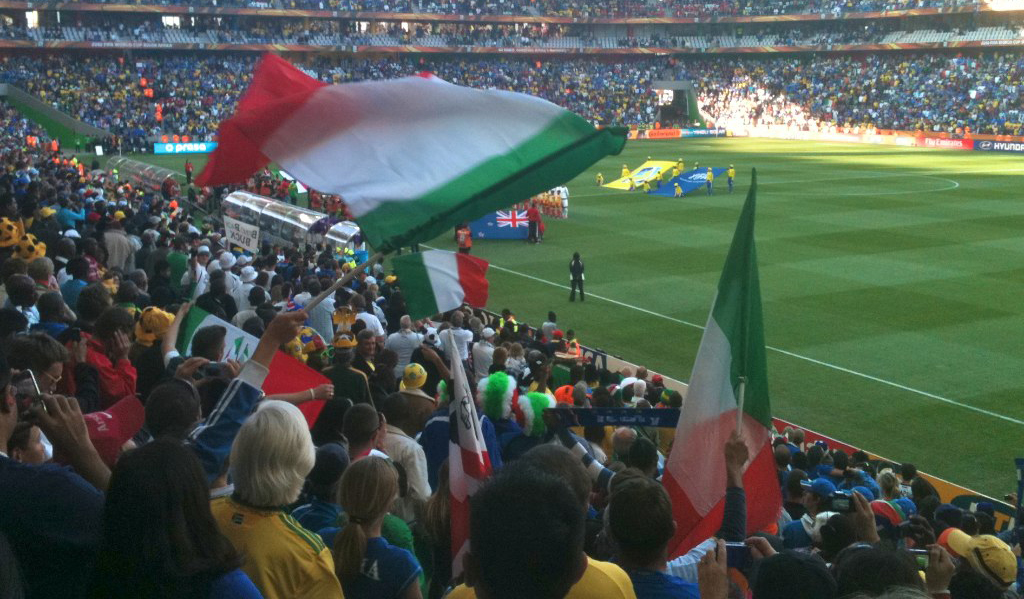
Le Mbombela Stadium

Le Mbombela Stadium accueille quatre rencontres lors de la coupe du monde de football de 2010 (groupes D, F, G et H).
Les principaux clubs de football professionnels de la province sont les Mpumalanga Black Aces et les Witbank Spurs basés à Witbank à l'ouest de Nelspruit. Le seul club de Nelspruit à avoir été professionnel est les Dangerous Darkies qui a connu deux saisons en élite dans les années 90.
L'équipe des Pumas (rugby à XV) du Mpumalanga intègre la première division de la Currie cup en 2014 et joue dans le stade Mbombela.
Les sportifs les plus renommés de la ville sont l'ex-footballeur David Nyathi (qui a joué 4 saisons dans l'élite européenne et fut un international (45 sélections)), et les Springboks champions de monde en 2019 Faf de Klerk et Duane Vermeulen qui y sont nés.

## Personnalités locales
- Faf de Klerk (né en 1991 à Nelspruit), joueur international de rugby.
- Pedrie Wannenburg, joueur international de rugby à XV.
- Costa Titch (1995-2023), rappeur.

### Maires de Nelspruit puis de Mbombela
- Robert Nicholas (Bob) Aling, premier maire en titre le 12 octobre 1940 du conseil municipal de Nelspruit
- Naas Ferreira, maire en 1951
- Nicolaas Jacobus Van Zyl, maire de 1970 à 1971 et de 1976 à 1977[11]
- Robert Sanders Ferreira, maire de 1971 à 1975
- Charles Venter
- Isaiah Khoza, maire de la municipalité transitoire de Nelspruit de 1995 à 2000 et de Mbombela de 2000 à 2004
- Justice Nsibande, maire de 2006 à 2008
- Lassy Chiwayo, maire de 2008 à 2011
- Cathy Dlamini, maire de 2011 à 2014
- Sibusiso Mathonsi, maire de Mbombela de 2014 à 2021
- Sibongile Makhushe, maire depuis novembre 2021